# 松浦貴之
松浦 貴之（まつうら　たかゆき、1985年12月16日 - ）は陸上競技選手。兵庫県出身。
兵庫県立伊川谷高等学校－中央学院大学－大塚製薬陸上競技部所属。

## 略歴・人物
日本を代表する3000m障害の選手の一人。
中央学院大学を経て、大塚製薬へ入社。専門は3000m障害。
- 2008年の関西実業団3000mSCでは、入社1年目ながら優勝し、頭角を表した。2009年のニューイヤー駅伝では、アンカーを務め、区間16位だった。
- 2009年は、日本選手権で2位、全日本実業団で2位。新潟国体では優勝し、日本を代表する3000m障害の選手となった。世界大会では、アジア選手権6位入賞。東アジア大会では、銀メダルを獲得し、世界の舞台でも安定した活躍を見せている。
- 2010年は、ニューイヤー駅伝では、2年連続でアンカーを務め、ゴール手前で10チームがひしめき合う混戦になったが、ラストスパートで集団から抜け出し、7位でゴールし、大塚製薬を3年ぶりの入賞に導いた。第15回都道府県男子駅伝では、徳島県チームとして出場、アンカーを務めた。

## 主な戦績
| 年   | 大会                       | 区間 | 距離     | 結果     | タイム        | etc.               |
| ---- | -------------------------- | ---- | -------- | -------- | ------------- | ------------------ |
| 2007 | 第83回箱根駅伝             | 1区  | 21.4km   | 区間8位  | 1時間05分39秒 |                    |
| 2007 | 守谷ハーフ                 |      | 21.095km | 優勝     | 1時間05分04秒 |                    |
| 2008 | 関西実業団駅伝             | 2区  | 不明     | 区間3位  | 不明          |                    |
| 2008 | 関西実業団3000ｍSC         |      | 3000m    | 優勝     | 不明          |                    |
| 2009 | ニューイヤー駅伝           | 7区  | 15.7km   | 区間16位 | 48分30秒      |                    |
| 2009 | 関西実業団駅伝             | 3区  | 10.87km  | 区間3位  | 31分15秒      |                    |
| 2009 | 日本選手権3000mSC          |      | 3000m    | 2位      | 8分37秒08     |                    |
| 2009 | 全日本実業団3000mSC        |      | 3000m    | 2位      | 8分43秒25     |                    |
| 2009 | 新潟国体3000mSC            |      | 3000m    | 優勝     | 8分35秒21     |                    |
| 2009 | アジア選手権3000mSC        |      | 3000m    | 6位      | 8分44秒00     |                    |
| 2009 | 東アジア大会3000mSC        |      | 3000m    | 2位      | 9分03秒89     |                    |
| 2010 | ニューイヤー駅伝           | 7区  | 15.7km   | 区間22位 | 50分50秒      | 7位入賞（3年ぶり） |
| 2010 | 第15回都道府県対抗男子駅伝 | 7区  | 13.0km   | 区間37位 | 39分44秒      |                    |